# Naro-1

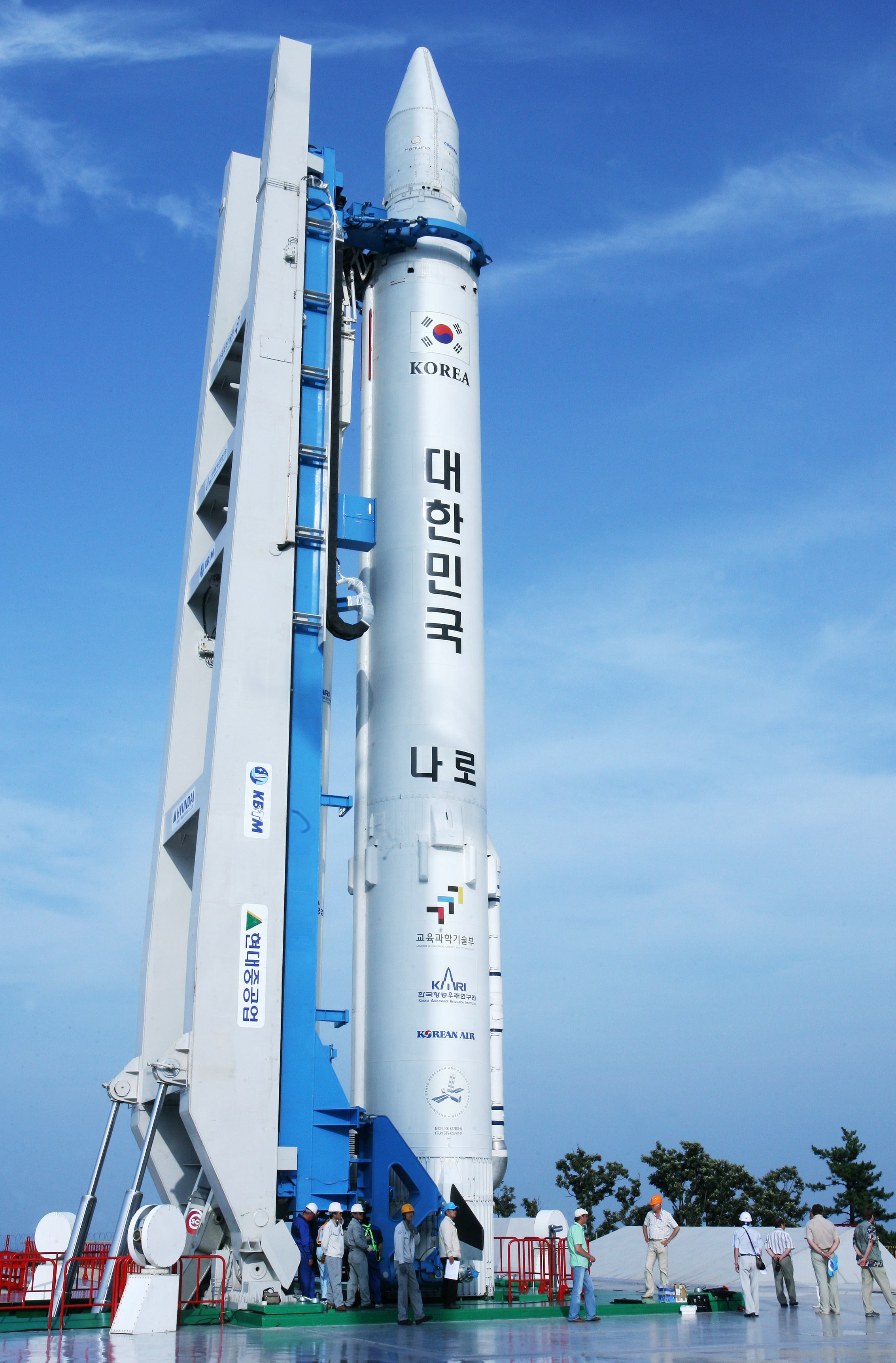
De Naro1

De Naro-1, eerder bekend onder de naam 'Korea Space Launch Vehicle' of KSLV, was de eerste draagraket van Zuid-Korea die op 25 augustus 2009 debuteerde. De draagraket werd gebouwd door KARI, de ruimtevaartorganisatie van het land, en Korean Air. De draagraket werd tot driemaal toe gelanceerd; de eerste twee pogingen mislukten. De laatste vlucht in 2013 was wel succesvol. De officiële naam van de eerste KSLV raket, KSLV-I, is Naro, de naam van de regio waar het Naro Space Center is gevestigd.
Het KSLV-I lanceertuig was gebaseerd op de URM-1; de eerste trap van de Russische Angara-raket en werd gecombineerd met een tweede trap van Zuid-Koreaans ontwerp die op vaste brandstof werkt. De Russische hoofdmotor, de RD-151, is eigenlijk een licht afgevoerde versie van de RD-191 die voor de URM-1 trappen van de Angara-raketten werd ontworpen.
Na het succes van de derde vlucht besloot Zuid-Korea zelf een rakettrap te ontwikkelen. De KSLV-II, de opvolger voor de Naro-1 die Nuri wordt genoemd werd in oktober 2021 voor het eerst gelanceerd. 
De eerste testvlucht was grotendeels succesvol maar haalde de beoogde baan net niet.

## Eerste en tweede vlucht
De Zuid-Koreaanse autoriteiten keurden de lancering van de KSLV in juni 2009 goed, waarna verwacht werd dat de draagraket de STSAT-2A satelliet in de ruimte zou brengen. De lancering, die gepland was voor 19 augustus 2009, werd ook goedgekeurd door de Nationale Space Commissie nadat alle aspecten van de vlucht onder de loep waren genomen. Voor de lancering bracht Zuid-Korea het nieuws naar buiten via de Internationale Maritieme Organisatie en de International Civil Aviation Organization. 
De eerste poging om de Naro-1 te lanceren vond plaats op 19 augustus 2009, maar de vlucht werd die dag afgeblazen, om precies te zijn zeven minuten en 56 seconden voor de geplande lancering. De tweede poging werd ondernomen op 25 augustus 2009, waarna de draagraket succesvol de lucht in werd gestuwd vanaf het Naro Space Center. De eerste twee stadia's van de lancering verliepen volgens plan tot het moment dat de neuskegel moest worden afgeworpen. De helft van de neuskegel bleef aan de tweede trap vast zitten. Door het extra gewicht kantelde de raket iets en kwam deze met minder snelheid hoger in de ruimte terecht alvorens deze terug in de atmosfeer viel en uitelkaar viel door de terugkeerhitte.
De tweede lancering was gepland voor 9 juni 2010, maar ook deze vlucht werd uitgesteld wegens een defect bij een van de systemen. Nadat het probleem was opgelost werd de vlucht alsnog op 10 juni ondernomen, en de raket vertrok om 08:01 plaatselijke tijd. Slechts 137 seconden later kwam er een einde aan de vlucht, toen het contact met de raket verbroken werd. Ahn Byung-man, de minister van Wetenschappen en Technologie, vertelde de media dat de raket tijdens het vluchtgedeelte van de eerste trap in de atmosfeer was geëxplodeerd of verbrand. Op de ontvangen telemetrie van de raket vonden Zuid-Koreaanse onderzoeksteams geen afwijkende waarden. Een Russisch onderzoeksteam dat vanwege de Russische techniek in de eerste trap werd betrokken concludeerde dat er zich een (ongespecificeerd) probleem in de tweede trap had voorgedaan.
De derde vlucht, gelanceerd op 30 januari 2013 bracht met succes de satelliet STSAT-2C in een baan om de Aarde.

## Gelijkaardige raketten
- Angara 1.2
- Unha
- VLS-1